# Aeroportul Internațional Dnipropetrovsk
Aeroportul Internațional Dnipropetrovsk (IATA: DNK, ICAO: UKDD) este un aeroport din Dnipropetrovsk, Ucraina ce deservește zona Dnipro. Aeroportul a fost tranzitat în 2021 de 267.829 de pasageri. A fost numit după zona deservită.
Situat la o altitudine de 147 m, aeroportul dispune de 1 pistă. Este operat de Dniproavia⁠(d).

## Infrastructură

### Piste
Aeroportul dispune de o singură pistă. Pista are orientarea 08/26.